# Amerley Ollennu Awua-Asamoa
Amerley Ollennu Awua-Asamoa (* 1956) ist eine ghanaische Managerin, Diplomatin und seit 2017 Botschafterin in Dänemark mit gleichzeitiger Akkreditierung in Schweden, Finnland und Island.

## Werdegang
Nach der Mmofraturo Girls Boarding School in Kumasi besuchte Amerley Ollennu die Apam Secondary School und die Kumasi Academy. Sie absolvierte ein Bachelorstudium in Rechtswissenschaft und Soziologie an der Kwame Nkrumah University of Science and Technology. Sie erwarb den Mastertitel mit einer Arbeit über Frauen und Entwicklung am Institut für Sozialwissenschaften in Den Haag, ein Diplom des College of Professional Management, Jersey sowie den Executive Master of Business Administration des Ghana Institute of Management and Public Administration.
Ollennu Awua-Asamoa arbeitete bei der Electricity Company of Ghana (ECG) im Bereich des Personalwesens. Sie engagierte sich dort für die Gleichstellung und setzte die HIV-Arbeitsplatzrichtlinie um. Nach verschiedenen Management- und Führungspositionen war sie zuletzt General Managerin im Bereich des strategischen Personalmanagements. Die Mitarbeiterinnen der ECG wählten sie zweimal zur Präsidentin der „Power Queens“.
Vor ihrer Ernennung zur Botschafterin war Ollennu Awua-Asamoa Exekutivdirektorin der Association of African Women in Development (AAWID), einer ghanaischen Nichtregierungsorganisation, die an der Basis für die sozioökonomische Stärkung der Frauen tätig ist. Sie war auch als Leiterin des Frauenbereichs beim Afrikabüro des Weltverbands der Gesellschaften für die Vereinten Nationen (WFUNA) in Ghana tätig.
Ollennu Awua-Asamoa wurde im Juli 2017 von Präsident Nana Akufo-Addo mit 21 anderen Frauen und Männern zur Botschafterin für die Nordischen Länder ernannt. Sie überreichte der dänischen Königin am 15. September 2017 ihre Beglaubigung.

### Sonstiges
Ollennu Awua-Asamoa war Mitbegründerin und Exekutivdirektorin der Association of African Women in Development, Vizepräsidentin der Gesellschaft für Frauen und AIDS in Afrika (SWAA) Ghana und entwickelte Projekte der Gesundheitsvorsorge in der Brong Ahafo Region. Sie ist Mitglied des Ghana Institute of Management, des Institute of Human Resource Management Practitioners (IHRMP) und des Netzwerks für Frauenrechte (NETRIGHT) in Ghana.

## Familie
Ollennu Awua-Asamoa ist verheiratet und hat drei Kinder. Sie wurde 1956 als Tochter des Juristen Nii Amaa Ollennu und der Nana Afua Frema Busia, der ehemaligen Königinmutter des traditionellen Gebiets Wenchi, geboren. Ihr Vater war Parlamentspräsident der 2. Republik Ghana und fungierte nach dem Ende der Militärregierung im August 1970 als Staatsoberhaupt des Landes.